# Schliefanlage
Schliefanlagen, teils in der Schreibweise Schliefenanlage, seltener auch als Schliefplatz bezeichnet, sind künstlich angelegte Fuchsbaue, die von Jagdhundehaltern genutzt werden, um Jagdhunde für die Baujagd auf Füchse abzurichten. Die Anlagen sind natürlichen Fuchsbauen nachempfunden und bestehen aus einem Netz von künstlichen Gängen, einschließlich von Hindernissen wie Sackgassen, Steigrohren und Sandbänken.
Für die Ausbildung wird ein speziell dafür gehaltener, zahmer Fuchs durch den für die Anlage zuständigen Schliefenwart in den Bau eingesetzt. Anschließend ist es die Aufgabe des Jagdhundes (dabei handelt es sich um kleinformatige Hunderassen, wie Dackel und verschiedene Jagdterrier), der Geruchsspur des Fuchses im Bau bis zum Hauptkessel, dem zentral gelegenen Wohnraum des Fuchs innerhalb des Baues, zu folgen und diesen so lange zu verbellen, bis der Fuchs durch eine Fluchtöffnung den Kessel verlässt (jägersprachlich: „den Kessel sprengen“). Zum Schutz des Fuchses ist der Kessel dabei durch technische Vorkehrungen vom Rest des Baues getrennt, sodass es zu keinem unmittelbaren Körperkontakt zwischen Hund und Fuchs kommen kann. In Deutschland existieren mindestens 120 Schliefenanlagen. Tierschützer kritisieren deren Betrieb.